# El Tepehuaje
El Tepehuaje är en ort i Mexiko.   Den ligger i kommunen Juan R. Escudero och delstaten Guerrero, i den södra delen av landet, 260 km söder om huvudstaden Mexico City. El Tepehuaje ligger 320 meter över havet och antalet invånare är 131.
Terrängen runt El Tepehuaje är varierad. Runt El Tepehuaje är det ganska glesbefolkat, med 34 invånare per kvadratkilometer. Närmaste större samhälle är Tierra Colorada, 7,3 km norr om El Tepehuaje. I omgivningarna runt El Tepehuaje växer huvudsakligen savannskog.